# Tom Rhys Harries
Pour les articles homonymes, voir Harries.
Tom Rhys Harries est un acteur britannique, né le 8 octobre 1992 à Cardiff, au Pays de Galles.

## Jeunesse
Tom Rhys Harries est né à Cardiff, au Pays de Galles, d'une mère enseignante d'anglais et d'un père directeur d'école primaire, tous deux travaillant dans l'enseignement en langue galloise. Il a un frère cadet et une sœur cadette. Rhys Harries a suivi un cours au Royal Welsh College of Music & Drama à Cardiff, pour lequel il a été nommé Associé Honoraire en 2020.
Sa langue maternelle est le gallois.

## Carrière
Pour son travail au théâtre, Rhys Harries a été nommé l'une des « Stars de demain » de Screen International en 2012. Au théâtre, Rhys Harries a fait ses débuts sur scène dans le West End en 2013 dans Mojo de Jez Butterworth aux côtés de Colin Morgan, Rupert Grint et Ben Whishaw au Harold Pinter Theatre.
Rhys Harries a joué dans la comédie d'action The Gentlemen de Guy Ritchie, où il a partagé l'affiche avec Colin Farrell, Hugh Grant et Matthew McConaughey. En 2020, Rhys Harries a incarné le DJ de Manchester Axel Collins dans la série Netflix White Lines, se déroulant sur l'île d'Ibiza dans les années 1990. L'intrigue policière de la série tournait autour de la mort de son personnage Axel, et a été regardée par plus de 20 millions de téléspectateurs.
En 2022, Rhys Harries est apparu en tant que Walker dans la série Suspicion réalisée par Chris Long pour Apple TV+, aux côtés d'Uma Thurman et Kunal Nayyar.
En 2023, il a joué le rôle du capitaine Smythe dans Sissi et moi et celui d'Oliver Altman dans Kandahar.
En 2024, il tient le rôle principal dans le premier long métrage réalisé par Loris Lai, I bambini di Gaza : Sulle onde della libertà. La même année, il joue dans le cinquième épisode de la 1ère saison la 3e série de Doctor Who, intitulé Œil et Cerveau Bulle, dans le rôle de Ricky September, un artiste musical populaire.
En juin 2025 il est annoncé que Rhys Harries a été choisi pour interpréter le rôle principal de Gueule d'argile dans le film Clayface. Réalisé par James Watkins, le film s'inscrit dans la continuité du nouveau DC Universe.

## Filmographie

### Cinéma
- 2011 : Hunky Dory de Marc Evans : Evan
- 2014 : Under Milk Wood de Kevin Allen : le noyé / Willy Nilly
- 2014 : Le Sang des Templiers 2 : La Rivière de sang (Ironclad: Battle for Blood) de Jonathan English : Hubert de Vesci
- 2016 : Crow de Wyndham Price : Crow
- 2016 : Hot Property : Harmony Ambrose
- 2017 : Dragonheart : La Bataille du cœur de feu (Dragonheart: Battle for the Heartfire) de Patrik Syversen : Edric
- 2018 : Massacre au pensionnat (Slaughterhouse Rulez) de Crispian Mills : Clegg
- 2019 : The Gentlemen de Guy Ritchie : Power Noel
- 2023 : Sissi et moi de Frauke Finsterwalder : Captain Smythe
- 2023 : Kandahar de Ric Roman Waugh : Oliver Altman
- 2024 : I bambini di Gaza : Sulle onde della libertà de Loris Lai : Bill
- 2024 : The Return, le retour d'Ulysse (The Return) de Uberto Pasolini : Pisander
- 2026 : Clayface de James Watkins : Gueule d'argile